# 欣克利
欣克利（英語：Hinckley）是英格蘭萊斯特郡的一個城鎮。2011年，欣克利有人口45,249人。欣克利的製襪產業有很強的傳統。欣克利也是萊斯特郡的第二大城市。